# Giuseppe Casati
Giuseppe Casati (Sesto San Giovanni, 25 novembre 1918 – ...) è stato un calciatore italiano, di ruolo centrocampista.

## Caratteristiche tecniche
Giocava come mediano.

## Carriera
Nella stagione 1938-1939 esordisce in Serie C con la Dopolavoro Aziendale Falck, società con cui milita in terza serie anche nella stagione 1939-1940, nella stagione 1940-1941, nella stagione 1941-1942 e nella stagione 1942-1943 (nella quale segna 2 reti in 20 partite di campionato). Gioca con la squadra lombarda anche nella stagione 1945-1946, sempre in terza serie.
Nella stagione 1946-1947 esordisce in Serie B, campionato nel quale gioca 31 partite con la maglia dell'Anconitana, società con la quale milita anche nel corso della stagione 1947-1948, a sua volta disputata in Serie B e terminata da Casati con 17 presenze in campionato.